# Chupacabra (Grimm)
Chupacabra (traducido como El chupacabras en las ediciones en español) es el octavo episodio de la cuarta temporada de la serie de televisión estadounidense de drama-sobrenatural y policíaca Grimm. El guion principal del episodio fue escrito por Brenna Kouf, mientras que la dirección general estuvo a cargo de Aaron Lipstadt. 
El episodio se transmitió originalmente el 13 de diciembre del año 2014 por la cadena de televisión NBC. Mientras que en América Latina el episodio se estrenó el 26 de enero de 2015 por el canal Universal Channel.
Nick y Hank deben resolver un crimen cometido en un barrio en el que viven gran cantidad de latinos, quienes les dicen que se trata del chupacabras (en la versión en inglés se utiliza erróneamente la expresión "chupacabra"). Rosalee recibe una violenta amenaza debido a su matrimonio con Monroe. Juliette se siente cada vez peor y sufre una transformación en una hexenbiest. El sargento Wu presencia el momento en que Nick y Hank atrapan al chupacabras y, luego de que Nick le dice que se trata de un wesen, sufre una crisis nerviosa.

## Título y epígrafe

Chupacabras.

El título "Chupacabra" se refiere a la leyenda latinoamericana moderna del chupacabras, aparecida en Puerto Rico en 1995 y extendida por toda la región, que habla de un animal de tamaño mediano con espinas, que ataca a los animales domésticos y les chupa la sangre. En 2010 el biólogo Barry O'Connor llegó a la conclusión de que todos los informes de los chupacabras en los Estados Unidos eran coyotes infectados por el parásito sarcoptes scabiei que produce la sarna, cuyos síntomas podrían explicar la mayoría de las características del chupacabras: poco pelaje, piel gruesa y olor intenso. El argumento del episodio se inspira libremente en estos datos, para establecer un relato en el que el chupacabras es en realidad un coyotl gravemente enfermo. El guion menciona al "vampiro de Moca" de Puerto Rico, una noticia real aparecida en los periódicos puertorriqueños en 1975, que causó sensación en ese país.
El epígrafe "Cuide su rebaño, nunca deje su lado. Cuide su sangre, el Chupacabra tiene hambre", escrito en un español algo incorrecto en la edición original del episodio, no corresponde a ningún texto hispanoamericano, ya sea que se refiera a una oración, consejo o canción. La versión inglesa del epígrafe ("Take care of your flock, never leave their side. Watch your blood, for the chupacabra is hungry.") utiliza la frase bíblica "take care of your flock" ("cuida tu rebaño"), con la que se quiere significar la obligación de cuidar a quienes pertenecen a la misma familia, la "misma sangre", o la misma creencia.
El nombre correcto del animal legendario no es "chupacabra" (como figura en el título y en el epígrafe del episodio), sino "chupacabras", ya que se trata de una palabra compuesta cuyo segundo término (cabras) se refiere en plural al tipo de animales que come el ser legendario (similar a "matamoscas" o "espantapájaros").

## Argumento
Un médico latino residente en Portland, el doctor Diego Hoyos, vuelve de realizar una práctica médica en República Dominicana y se reencuentra con su esposa Belem. Esa noche ambos mantienen relaciones sexuales y cuando Belem está durmiendo Diego se levanta y sale a la calle. Allí se transforma en un wesen con forma de perro, atacando a un vecino, al que mata luego de morderlo en el cuello y chupar su sangre. Cuando Nick y Hank llegan a la escena del crimen, los vecinos no tienen dudas: es el chupacabras. Nick le pregunta a Juliette si, como latina, sabe algo del chupacabras. Efectivamente, la abuela de Juliette le ha contado detallados relatos y descripciones del chupacabras. Cuando consultan los manuscritos familiares de Nick, encuentran un caso en Puerto Rico conocido como el Vampiro de Moca; cuando Juliette ve el dibujo dice al instante que ese es el chupacabras. El manuscrito de Nick dice que no se trata de un wesen, sino de una enfermedad que afecta a los coyotls. Mientras tanto el Dr. Hoyos que siente cada vez peor y vuelve a transformarse al salir del hospital, atacando a su compañero. Entre los policías que buscan al atacante se encuentra el sargento Wu, que persigue al chupacabras justo en el momento en que vuelve a transformarse en hombre. Simultáneamente Nick y Hank llegan a la casa del Dr. Hoyos, donde se encuentra su esposa Belem. Poco después llegan Hoyos transformado nuevamente en chupacabras y el Sargento Wu, que ve la transformación. En medio de la confusión Nick intenta explicarle que se trata de un wesen, pero Wu sufre un crisis nerviosa. Luego de controlar al Dr. Hoyos, Nick, Hank y Belem lo trasaladan a lo de Rosalee para intentar curarlo. Rosalee solo tiene ingredientes para preparar una sola vacuna, pero resulta que Belem también está infectada. En un breve momento de lucidez, el Dr. Hoyos le arrebata la inyección a Rosalee y le administra la vacuna a su esposa, quien de ese modo se cura, sabiendo que para él ya no habrá tiempo.
Rosalee recibe una amenaza telefónica, insultándola por haberse casado con Monroe siendo wesens distintos, diciéndole que en la puerta de atrás está un aviso y que la próxima vez será su sangre. Cuando Rosalee va a la parte de atrás de su casa, le horroriza encontrar un animal muerto colgando. Ambos saben que se trata de la organización extremista Secundum Naturae Ordinem Wesen y Monroe le dice a Nick que va a actuar contra ellos. Nick le pide que demore un día el ataque para poder tomar cartas en el asunto.  
Durante el episodio Juliette se siente cada vez peor y en la última escena sufre una transformación en una hexenbiest.

## Elenco regular
- David Giuntoli como Nick Burkhardt.
- Russell Hornsby como Hank Griffin.
- Bitsie Tulloch como Juliette Silverton.
- Silas Weir Mitchell como Monroe.
- Sasha Roiz como el capitán Renard.
- Bree Turner como Rosalee Calvert.
- Claire Coffee como Adalind Schade.
- Reggie Lee como el sargento Wu.